# Liegi-Bastogne-Liegi 1985
La Liegi-Bastogne-Liegi 1985, settantunesima edizione della corsa, fu disputata il 21 aprile 1985 per un percorso di 244,7 km. Fu vinta dall'italiano Moreno Argentin, al traguardo in 6h37'22" alla media di 36,982 km/h.

## Resoconto degli eventi
Al via di questa settantunesima edizione della Decana delle corse si presentano tutti i più forti, eccetto Francesco Moser. La gara si rivela molto movimentata, ma l'azione determinante arriva a 30 kilometri dal traguardo, sulla Redoute, evadono i 2 protagonisti della Freccia Vallone di qualche giorno prima, Moreno Argentin e Claude Criquielion, appoggiati da Stephen Roche. In questo terzetto di testa il più veloce è Argentin, pertanto il belga e l'irlandese provano più volte la soluzione individuale senza riuscirci, in quanto l'italiano controlla con grande autorità.
Alle loro spalle si forma un quintetto composto da Sean Kelly, Laurent Fignon, Guido Van Calster, Mario Beccia e Phil Anderson ma pur essendo in superiorità numerica, non riescono più a rientrare. Da segnalare il ritiro di Giuseppe Saronni, rimasto coinvolto in una caduta nei pressi di Stavelot. I tre fuggitivi a Liegi si giocano la vittoria finale con il successo di Argentin.
Dei 191 ciclisti partiti, 85 portano a termine la gara.

## Ordine d'arrivo (Top 10)
| Pos. | Corridore          | Squadra     | Tempo    |
| ---- | ------------------ | ----------- | -------- |
| 1    | Moreno Argentin    | Sammontana  | 6h37'22" |
| 2    | Claude Criquielion | Hitachi     | s.t.     |
| 3    | Stephen Roche      | La Redoute  | s.t.     |
| 4    | Sean Kelly         | Skil-Sem    | a 16"    |
| 5    | Laurent Fignon     | Renault-Elf | s.t.     |
| 6    | Guido Van Calster  | Ariostea    | s.t.     |
| 7    | Phil Anderson      | Panasonic   | s.t.     |
| 8    | Mario Beccia       | Malvor      | s.t.     |
| 9    | Acácio da Silva    | Malvor      | a 2'46"  |
| 10   | Steven Rooks       | Panasonic   | s.t.     |